# Es Novells
Es Novells és una de les cinc véndes del municipi i parròquia de Santa Eulària des Riu, a Eivissa.
Té una extensió de 775 ha i limita a l'est amb les véndes d'Arabí i de s'Església, al sud amb la d'es Coloms, a l'oest amb la d'es Savions (de Santa Gertrudis de Fruitera), al nord-oest amb la de Safragell (de Sant Llorenç de Balàfia) i al nord amb la d'Atzaró (de Sant Carles de Peralta).